# Magister militum
Magister militum  (pl. magistri militum) fue el rango que se empleó en el periodo final del Imperio romano, desde Constantino I, para designar al más alto jefe militar.
Como título individual, era el equivalente a un mariscal de campo, un shōgun o un generalísimo. Generalmente tenía un poder absoluto sobre el ejército y lo ostentaron personajes que actuaban como poder en la sombra de los emperadores romanos, como Estilicón o Ricimero. Fue también un alto rango administrativo-militar del Imperio en la división territorial en prefecturas, solo por debajo del prefecto pretoriano, al modo de un capitán general.

## Lista deMagistri militumdel Imperio occidental
| Imagen | Nombre            | Años en el cargo | Emperador reinante                         | Notas |
| ------ | ----------------- | ---------------- | ------------------------------------------ | ----- |
|        | Flavio Bauto      | 383 - 385        | Valentiniano II                            |       |
|        | Andragatio        | 383 - 388        | Magno Máximo                               |       |
|        | Arbogasto         | 388 - 394        | Valentiniano II y Eugenio                  |       |
|        | Estilicón         | 394 - 408        | Teodosio y Honorio                         |       |
|        | Varanes           | 408 - 409        | Honorio                                    |       |
|        | Turpilio          | 409              | Honorio                                    |       |
|        | Valente           | 409 - 410        | Honorio                                    |       |
|        | Flavio Constancio | 411 - 421        | Honorio                                    |       |
|        | Asterio           | 421 - 422        | Honorio                                    |       |
|        | Flavio Castino    | 422 - 425        | Honorio y Juan                             |       |
|        | Flavio Felix      | 425 - 430        | Valentiniano III                           |       |
|        | Bonifacio         | 432              | Valentiniano III                           |       |
|        | Sebastiano        | 432 - 433        | Valentiniano III                           |       |
|        | Aecio             | 433 - 454        | Valentiniano III                           |       |
|        | Avito             | 455              | Petronio Máximo                            |       |
|        | Remisto           | 455 - 456        | Avito                                      |       |
|        | Mesiano           | 456              | Avito                                      |       |
|        | Ricimero          | 457 - 472        | Mayoriano, Libio Severo, Antemio y Olibrio |       |
|        | Gundebaldo        | 472 - 473        | Olibrio y Glicerio                         |       |
|        | Ecdicio Avito     | 474 - 475        | Julio Nepote                               |       |
|        | Flavio Orestes    | 475 - 476        | Julio Nepote y Rómulo Augústulo            |       |
|        | Ovida             | 475 - 480        | Julio Nepote                               |       |

### Magistri praesentales(Magistri peditumo patricios)
- 383-385/8: Flavio Bauto, bajo Valentiniano II.
- 389-394: Flavio Arbogasto, bajo Valentiniano II y Flavio Eugenio.
- 394-408: Flavio Estilicón, bajo Honorio.[1]
- 408: Varanes, bajo Honorio.[1]
- 409: Turpilio, bajo Honorio.[1]
- 409: Valente, bajo Honorio.[1]
- 411-421: Flavio Constancio, magister militum bajo Honorio; luego coemperador en 421 (Constancio III).[1]
- 420/422: Asterio bajo Honorio.[1]
- 423-425: Flavio Castino, bajo Honorio y el usurpador Juan.[1]
- 425-430: Flavio Félix, bajo Valentiniano III.[1]
- 432: Bonifacio, bajo Valentiniano III.[1]
- 432-433: Sebastiano, bajo Valentiniano III.[1]
- 433-454: Flavio Aecio, bajo Valentiniano III.[1]
- 455-456: Remisto, bajo Avito.[1]
- 456: Mesiano, bajo Avito.[1]
- 457-472: Ricimero, bajo Mayoriano; Libio Severo; Antemio y Olibrio.[1]
- 472-473: Gundebaldo con Glicerio.[1]
- 474-475: Ecdicio Avito con Julio Nepote.[1]
- 475-476: Flavio Orestes con Julio Nepote y Rómulo Augústulo.[1]
- 476-480: Ovida: con Julio Nepote en Dalmacia

### Magistri praesentales(Magistri equitum)
- 401-402: Iacobus, bajo Honorio.[1]
- 408: Vicentius, bajo Honorio.[1]
- 408: Turpilio, bajo Honorio.[1]
- 409: Vigilancio, bajo Honorio.[1]
- 409: Alóbico, bajo Honorio.[1]
- 411: Ulfilas, bajo Honorio.[1]
- 423: Crispino, bajo Honorio.[1]
- 429-432: Flavio Aecio, bajo Valentiniano III.[1]
- 440-448: Flavio Sigisvulto, bajo Valentiniano III.[1]
- 455: Avito, bajo Petronio Máximo.[1]
- 456-457: Ricimero, bajo Avito.[1]
- 457: Mayoriano, bajo Avito.[1]
- 471-476: Flavio Valila Teodosio, bajo Antemio; Olibrio; Glicerio; Julio Nepote y Rómulo Augústulo.[1]

### Galia
- 352-355: Claudio Silvano, bajo Constancio II.
- 355-356: Ursicino, bajo Constancio II.
- 356-357: Marcelo, bajo Constancio II.
- 357-358: Severo, bajo Constancio II.
- 359-360: Lupicino, bajo Constancio II.
- 360-361: Gomoario, bajo Constancio II.[2]
- 362-369: Flavio Jovino, bajo Juliano, Joviano y Valentiniano I.[2]
- 399-407: Flavio Gaudencio, bajo Honorio.[1][3]
- 407: Sarus, bajo Honorio.[1]
- 408: Cariobaudes, bajo Honorio.[1]
- 425-429: Flavio Aecio, bajo Valentiniano III.[4]
- 429-430: Casio, bajo Valentiniano III.[4]
- 439: Litorio, bajo Valentiniano III.[4]
- 451-456/457: Agripino, bajo Valentiniano III; Petronio Máximo y Avito.[4]
- 456/457-461/462: Egidio, bajo Mayoriano y Libio Severo.[4]
- 462: Agripino, bajo Libio Severo.[4]
- 463: Gondioc, bajo Libio Severo.[4]
- 465-473: Vicentius, bajo Antemio y Olibrio.[4]
- 472: Gundebaldo, bajo Antemio.[4]
- 472: Bilimer, bajo Antemio.[4]
- 473-474: Chilperico II, bajo Glicerio

### Hispania
- ca. 409-423: Sabiniano, bajo Honorio.[4]
- 422-423: Flavio Castino, bajo Honorio.[4]
- 441-443: Asterio, bajo Valentiniano III.[4]
- 443: Merobaudes, bajo Valentiniano III.[4]
- 446: Vito, bajo Valentiniano III.[4]
- 453/454: Fredericus, bajo Valentiniano III.[4]
- 458-461: Nepociano, bajo Mayoriano.[4]
- 461-465: Arborio, bajo Libio Severo.[4]

### África
- 386-398: Gildo, bajo Teodosio I y Honorio.[4]

### Dalmacia
- ? - 350: Vetranio, magister peditum bajo Constante (emperador).
- 365–375: Equitius, magister utriusquae militiae bajo Valentiniano I
- 461-468: Marcelino, bajo Libio Severo y Antemio.[4]
- 468-474: Julio Nepote, bajo Antemio; Olibrio y Glicerio.[4]

### Área y poderes no determinados
- 407: Justiniano, bajo Constantino III.[4]
- 407: Nebiogastes, bajo Constantino III.[4]
- 407-409: Geroncio, bajo Constantino III.[4]
- 407-409: Edobico, bajo Constantino III.[4]
- 409: Justo, bajo Constantino III.[4]
- 409-411: Geroncio, bajo Máximo de Hispania.[4]
- 409-410: Alarico I, bajo Prisco Atalo.[4]
- 409-410: Valente, bajo Prisco Atalo.[4]
- ca. 420-422: Jovino, bajo Honorio.[4]
- 489-493: Tufa, bajo Odoacro.[4]
- 491: Libila, bajo Odoacro.[4]
- 492-496: Emiliano, bajo Teodorico el Grande.[4]
- 526: Tuluin, bajo Atalarico.[4]

## Lista deMagistri militumdel Imperio oriental
- 460s-471: Aspar
- –469: Flavio Jordanes
- 469–471: Zenón
- 483–498: Juan el Escita
- 468-474: Armato
- 479–481: Sabiniano Magno
- 483-488: Flavio Teodorico
- c.503-505: Areobindus Dagalaiphus Areobindus
- 505–506: Faresmanes
- ?516–?518: Hipacio
- ?518–529: Diogeniano
- 520–525/526: Hipacio
- 527: Liberario
- 527–529: Hipacio
- 528: Ascum
- 529–531: Belisario
- 531: Mundus
- 532–533: Belisario
- 540: Buzes
- 542: Belisario
- 543–544: Martino
- 549–551: Belisario
- 555: Amancio
- 556: Valeriano
- 569: Zemarco
- 572–573: Marciano
- 573: Teodoro
- 574: Eusebio
- 574/574–577: Justiniano
- 577–582: Mauricio
- 582–583: Juan Mystacon
- 584–587/588: Filípico
- 588: Prisco
- 588–589: Filípico
- 589–591 : Comenciolo
- 594-602 : Pedro (per Thracias)
- 591-603: Narsés
- 603–604 Germano
- 604–605 Leoncio
- 605–610 Domenciolo